# ビクター・グルーエン
ビクター・デビッド・グルーエン（Victor David Gruen、1903年7月17日 - 1980年2月14日）は、オーストリア・ウィーン出身の建築家、都市計画家。都市地域及び郊外地域の大規模複合施設のプランナーとして、世界的に知られ、特に郊外型大規模ショッピングセンター生みの親として著名である。アメリカ合衆国、カナダ、ヨーロッパ内のショッピングセンター及び都市再開発を数多く手がけた。また「ペデストリアンデッキ」の命名者としても知られる。

## 経歴
ウィーン美術アカデミーで建築を学ぶ。社会民主主義者として政治活動も行っており、後にウィーン市長となるオーストリア社会民主党のフェリックス・スラヴィクと親交を持った。第二次世界大戦後、1954年、デトロイト・ノースランドモールというショッピング施設と周辺整備を、1956年にはミネアポリスのサウスデール・ショッピングセンターを手がける。これらの成功は、衰退が止まらない都市の心臓部の活性化の必要性を考え始めた百貨店業界を揺さぶった。1956年12月にニューヨーク州ロッチェスターの、当時はまだ衰退はしていないが、その恐れを先読みした二つの有力百貨店から、グルーエンに中心市街地活性化の依頼が来た。以後フレズノ市再開発計画マスタープラン、グリーンズバーグのグリーンゲートモールやウォーキーガンのレイクヒュットモールなどの業務につながっていった。また、同時にボストン・ウエストエンド地区高級住宅地の開発などを手がけた。ところで、先行したロッチェスターのミドタウンプラザは、事業の採算性から最も難問であった広い駐車場の設置に、市が協力した結果、事業は大成功し、以降市街地活性化のモデルとして、その手法が全米に広がることとなった。グルーエンは、アメリカ建築家協会の特別功労会員であり、在職中に、コロンビア大学、ハーバード大学、エール大学、マサチューセッツ工科大学、イリノイ工科大学、ライス大学、南カリフォルニア大学で教鞭をとった。1968年、ビクターグルーエン財団設立とともに、コンパクトシティーのモデルとした故郷オーストリアのウィーンに帰った。

## 作品

### 表彰、授賞
- Meit Award: Northland Shopping Center,National Chapter AIA 1954
- Special Medalion: As Architect of the People,Rice University Houston,Texas 1063
- Excellence in Community Architecture Citation: Fulton Mall downtown Fresno,California 1965
- Excellence in Community Architecture Citation: Midtown Plaza development downtown Rocheter 1965

### その他
- Northland Center Detroit,Michigan 1954
- Southdale Center Minneapolis,Minnesota 1956
- Midtown Plaza Rochester,New York 1956
- Southbay Center Redondo Beach,California 1957
- Eastland Center Detroit,michigan 1957
- Fresno,California Redeveropment 1958
- Syracuse Community Center Syracuse,New York 1959
- Cherry Hill Center Camden,New Jersey 1960
- Golden Gateway San Francisco,California 1960
- Santa Monica Redevelopment,California 1961
- Brockdale Center MInneapolis,Minnesota 1962
- Topanga Plaza Los Angeles,California 1964
- Westland Center Detroit,Michigan 1965
- Plymouth Meeting Philadelphia,Pennsylvania 1966
- Southcoast Plaza Costa Mesa,california 1966
- Colonie Center Albany,New York 1966
- Southland Center Detroit,Michigan 1967
- Boston Central Business District Plannning Report Boston,Masachusetts 1967